# HD138341
HD138341 — хімічно пекулярна зоря спектрального класу A4, що має видиму зоряну величину в смузі V приблизно  6,5.
Вона  розташована на відстані близько 460,0 світлових років від Сонця.

## Фізичні характеристики
Зоря HD138341 обертається 
досить швидко 
навколо своєї осі. Проєкція її екваторіальної швидкості на промінь зору становить  Vsin(i)= 65км/сек.